# Ли Цун
Ли Цун (кит. упр. 李聪, пиньинь Lǐ Cōng, род. октябрь 1989, Ханьдань, Хэбэй, Китай) — китайский военный лётчик и тайконавт (космонавт).

## Биография
Ли Цун, по национальности — хань, уроженец города Ханьдань в провинции Хэбэй. Родился в декабре 1989 года, поступил на службу в армию в сентябре 2009 года и вступил в Коммунистическую партию Китая в июне 2011 года, и в настоящее время является астронавтом четвёртого класса бригады космонавтов Народно-освободительной армии Китая в звании подполковника ВВС. Он был заместителем командира летной группы бригады ВВС и имел звание летчика второго класса ВВС. В сентябре 2020 года он был отобран в состав третьей партии астронавтов в Китае. 24 февраля 2024 года было объявлено о включении Ли Цуна в экипаж пилотируемой миссии космического корабля «Шэньчжоу-18» для осуществления седьмой основной экспедиции на орбитальной станции «Тяньгун».
Статистика полетов
| #               | Корабль, Миссия         | Старт, UTC           | Корабль посадки | Посадка, UTC         | Налёт                   | ВКД: время (количество) |
| --------------- | ----------------------- | -------------------- | --------------- | -------------------- | ----------------------- | ----------------------- |
| 1               | Шэньчжоу-18, Тяньгун(7) | 25.04.2024, 12:59:00 | Шэньчжоу-18     | 03.11.2024, 17:24:27 | 192 дня 4 часа 25 минут | 6часов 39минут (1)      |
| Суммарный налёт | Суммарный налёт         | Суммарный налёт      | Суммарный налёт | Суммарный налёт      | 192 дня 4 часа 25 минут | 6часов 39минут (1)      |

### Комментарии
1. ↑  ВКД — Внекорабельная деятельность или выход в открытый космос